# Mary O'Hara
Pour les articles homonymes, voir O'Hara.
Mary O'Hara (10 juillet 1885 - 14 octobre 1980) est une romancière et une scénariste américaine née dans l'ouest des États-Unis.

## Biographie
Après la mort de sa mère, elle est élevée par ses tantes et passe ses étés à la campagne, en Pennsylvanie chez sa grand-mère, où elle tombe amoureuse de la nature et des animaux, ce qui va considérablement influencer sa vie et ses romans. À huit ans, elle commence à écrire, d'abord son journal puis des nouvelles. Après le lycée, elle décide de ne pas aller à l'université et préfère voyager en Europe durant deux ans.
À 19 ans, elle épouse un de ses cousins, Ken Kane Parrot et part vivre avec lui à Los Angeles. Mais le mariage est un échec et Mary se réfugie dans la philosophie et la méditation. Comme elle doit subvenir aux besoins de ses enfants, elle accepte un poste de scénariste à la Metro-Goldwyn-Mayer, où elle travaillera pendant dix ans.
À la suite de son second mariage en 1922 avec Helge Sture-Vasa, elle part vivre au Wyoming où elle écrit trois best-sellers : Mon amie Flicka et ses suites : Le Fils de Flicka et L'Herbe verte du Wyoming. Ces trois ouvrages racontent les aventures d'un jeune garçon, Kenneth Mc Laughlin et de sa pouliche sauvage Flicka, puis de Le Fils de Flicka (Thunderhead). Elle avait, dans son enfance, désiré ardemment et demandé un poulain « tout à elle » qu'on ne lui donna jamais.
Après la guerre, Mary divorce à nouveau et retourne dans le Connecticut. Mais elle n'oublie pas les plaines du Wyoming et leur dédie une histoire d'amour intitulée Comme un poulain sauvage. Elle écrit également une autobiographie, Le Ranch de Flicka (Wyoming Summer).
Ayant enfin tourné la page de ces années, Mary se consacre à des thèmes nouveaux, comme la philosophie (Le Fils d'Adam Wyngate) et compose une comédie musicale.
Ses romans sont adaptés à l'écran dès 1941. Une nouvelle adaptation au cinéma par Michael Mayer est sortie en 2006.

## Œuvre
N.B. La date est celle de la 1re édition américaine.

### Série "Flicka"
- 1941 : Mon amie Flicka (My Friend Flicka)
- 1943 : Le Fils de Flicka (Thunderhead)
- 1946 : L'Herbe verte du Wyoming (Green Grass of Wyoming)
- 1963 : Le Ranch de Flicka (Wyoming Summer)

Rééditions françaises
- 1991 : Mon amie Flicka (My Friend Flicka) ; collection : Folio Junior ;  éditions Gallimard, illustré par Willi Glasauer
- 1991 : Le Fils de Flicka (Thunderhead), illustré par Willi Glasauer
- 1991 : L'Herbe verte du Wyoming (Green Grass of Wyoming), illustré par Willi Glasauer
- 1993 : Le Ranch de Flicka (Wyoming Summer), illustré Willi Glasauer

### Autres romans
- 1952 : Le Fils d'Adam Wyngate (The Son of Adam Wyngate)

### Scénarios de films
- 1921 : The Last Card
- 1922 : Le Prisonnier de Zenda (The Prisoner of Zenda)
- 1922 : Peg de mon cœur (Peg o' My Heart), de King Vidor
- 1923 : The Age of Desire de Frank Borzage
- 1925 : Braveheart
- 1925 : Le Gardien du foyer (The Home Maker) de King Baggot
- 1926 : The Honeymoon Express de James Flood et Ernst Lubitsch
- 1927 : Framed

## Adaptations au cinéma
- 1943 : Mon amie Flicka (My friend Flicka), film américain de Harold D. Schuster
- 1945 : Jupiter (Thunderhead, Son of Flicka), film américain de Louis King
- 1948 : Alerte au ranch (Green Grass of Wyoming), film américain de Louis King
- 2006 : Flicka (Flicka), film américano-britannique de Michael Mayer. Seconde adaptation du roman éponyme bien que très différent de ce dernier.